# Cosmic Crisp
A Cosmic Crisp egy almafajta. Az Amerikai Egyesült Államokban nemesítették ki a Washingtoni Állami Egyetemen 1997 és 2003 között. A Cosmic Crisp nevű almafajtának nemesítése 1997-ben kezdődött el a Washington államban fekvő Wenatchee városban található Washington State University Tree Fruit Research and Extension Center területén. A Cosmic Crisp egyesíti a Honey Crisp és az Enterprise elnevezésű almafajták legjobb tulajdonságait. E fajta kinemesítése során nem a küllem volt az elsődleges szempont, hanem a fajta ellenállóképessége és hosszú eltarthatósága.
A fajtát 2017 tavaszán hozták kereskedelmi forgalomba, amikor is a Washington állambeli gyümölcsösök 12 millió tövet rendeltek meg előjegyzésben. A fajta jelenleg még kizárólag az állam területén kapható és mintegy további tíz éven keresztül nem lehet másutt termeszteni. Ezen almafajta ugyanabban az időszakban érik be, mint a Red Delicious nevű és a várakozások alapján a raktárakból a Red Delicious jelentős részét ki fogja majd szorítani, ha elterjed. A vásárlók 2019-ben találkozhattak először a Cosmic Crisp nevű almafajtával a boltok polcain mintegy 20 évnyi fejlesztést követően.
A The New York Times szerint az alma „drámaian sötét, gazdag ízvilágú, kirobbanóan roppanós és lédús”, amely „e gyümölcsöt a legígéretesebb és legfontosabb jövőbeli gyümölccsé teszi”.

## Fordítás
- Ez a szócikk részben vagy egészben  a   Cosmic Crisp című angol Wikipédia-szócikk ezen változatának fordításán alapul.  Az eredeti cikk szerkesztőit annak laptörténete sorolja fel. Ez a jelzés csupán a megfogalmazás eredetét és a szerzői jogokat jelzi, nem szolgál a cikkben szereplő információk forrásmegjelöléseként.